# Ciencia posnormal

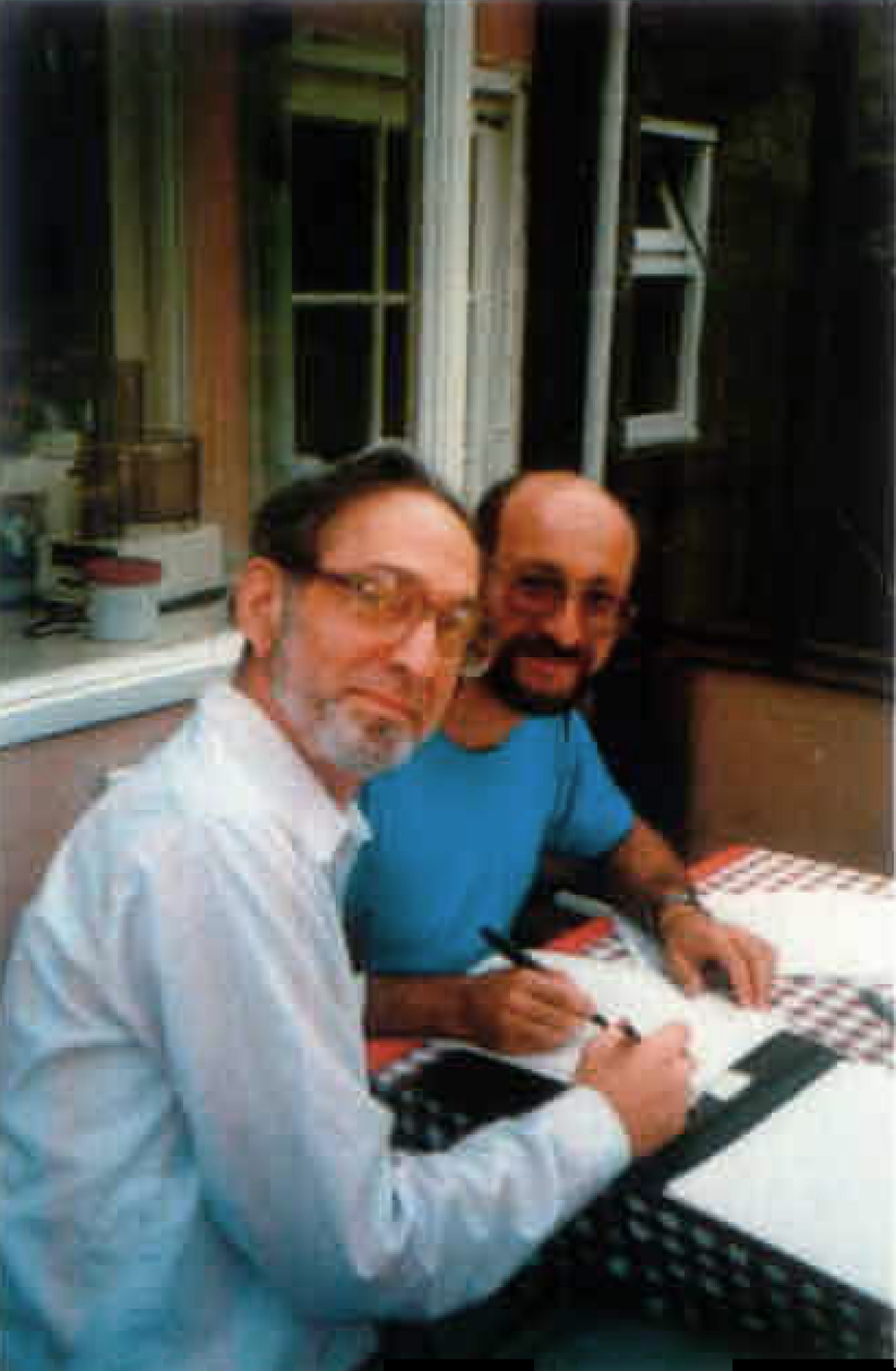
Jerome Ravetz y Silvio Funtowicz (Sheffield, 1988)

Ciencia posnormal (posnormal Science) es un concepto desarrollado por Silvio Funtowicz y Jerome Ravetz en 1993, tratando de caracterizar una metodología de investigación que sea apropiada para las condiciones contemporáneas. El caso típico es cuando «los factores son inciertos, hay valores en disputa, los riesgos son altos y las decisiones urgentes». En tales circunstancias, tenemos una inversión de la distinción tradicional entre hechos científicos objetivos, duros, y valores subjetivos, blandos. Ahora nos encontramos con decisiones políticas conducidas por valores que son duras en varios sentidos, y para las cuales los aportes científicos son irremediablemente blandos.

## Contenido

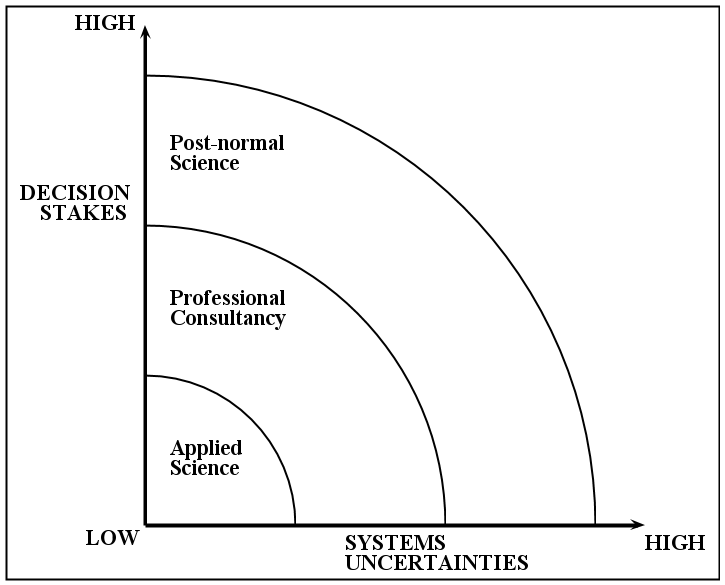

Podemos entender la ciencia posnormal por medio de un diagrama, donde los ejes son «incertidumbres del sistema» y «riesgos de la decisión». Cuando ambos son bajos, nos encontramos con la Ciencia Aplicada, la rutina solucionadora de problemas como la ciencia Normal descrita por Thomas Kuhn en su libro La Estructura de las Revoluciones Científicas. Cuando son medios, tenemos la consultoría profesional, cuyos ejemplos son el caso del ingeniero veterano: aunque su trabajo está basado en la ciencia, siempre deben tratar con incertidumbres, y sus errores pueden ser costosos o incluso letales. Se ha creído alguna vez que los problemas ambientales y políticos en general podían ser gestionados a este nivel, pero los grandes temas del cambio climático o las diversas formas de polución muestran que el diseño de marcos normativos y la implementación de políticas debe con frecuencia ser realizado antes de que todos los hechos que se prevén se hayan manifestado.
Esta es la razón por la que debe existir una «comunidad extendida de iguales» compuesta por todos aquellos afectados por un tema en concreto, que estén preparados para entrar en un diálogo sobre él. Sus miembros aportan sus «hechos extendidos», que incluirán conocimiento local y materiales que no estaban originariamente destinados a su publicación, tales como información oficial filtrada. Hay implicaciones políticas para esta extensión de la patente de corso de la ciencia; pero el argumento en la ciencia posnormal es que esta extensión es necesaria para asegurar la calidad del proceso y del producto. En años recientes los principios y las prácticas de la ciencia posnormal han sido ampliamente adoptadas bajo el título de Participación.